# Finále Mistrovství světa ve fotbale 2022
Finále Mistrovství světa ve fotbale 2022 bylo závěrečným zápasem turnaje. Zápase se odehrál na stadionu Lusail Iconic Stadium 18. prosince 2022, v den státního svátku Kataru. V zápase zvítězila po remíze 3:3 na penalty Argentina.

## Místo konání
Lusail Iconic Stadium se nachází zhruba 15 kilometrů severně od města Dauhá. Stadion byl navržen pro finálové utkání jako součást katarské kandidatury a oficiálně potvrzen byl 15. července 2020. Na stadionu se v rámci turnaje odehrálo dalších devět zápasů, šest ve skupinové fázi a tři v playoff.

## Cesta do finále
| Tým            | Z | B |
| -------------- | - | - |
| Argentina      | 3 | 6 |
| Polsko         | 3 | 4 |
| Mexiko         | 3 | 4 |
| Saúdská Arábie | 3 | 3 |

| Tým       | Z | B |
| --------- | - | - |
| Francie   | 3 | 6 |
| Austrálie | 3 | 6 |
| Tunisko   | 3 | 4 |
| Dánsko    | 3 | 1 |

## Přehled
| 18. prosince 2022 16:00                          |            |                                            |                                                                         |
| Argentina                                        | 3 : 3 (PP) | Francie                                    | Lusail Iconic Stadium, Lusail diváci: 88 966 rozhodčí: Szymon Marciniak |
| Lionel Messi 23' (pen.), 109' Ángel Di María 36' | Zpráva     | 80' (pen.), 81', 118' (pen.) Kylian Mbappé | Lusail Iconic Stadium, Lusail diváci: 88 966 rozhodčí: Szymon Marciniak |

|                                                           |       | Penaltový rozstřel                                                 |  |
| Lionel Messi Paulo Dybala Leandro Paredes Gonzalo Montiel | 4 : 2 | Kylian Mbappé Kingsley Coman Aurélien Tchouaméni Randal Kolo Muani |  |

| Argentina | Francie |

| BR             | 23 | Emiliano Martínez   |       |        |
| PO             | 26 | Nahuel Molina       |       | 91'    |
| SO             | 13 | Cristian Romero     |       |        |
| SO             | 19 | Nicolás Otamendi    |       |        |
| LO             | 3  | Nicolás Tagliafico  |       | 120+1' |
| DZ             | 24 | Enzo Fernández      | 45+7' |        |
| SZ             | 7  | Rodrigo de Paul     |       | 102'   |
| SZ             | 20 | Alexis Mac Allister |       | 116'   |
| PÚ             | 10 | Lionel Messi (c)    |       |        |
| SÚ             | 9  | Julián Álvarez      |       | 102'   |
| LÚ             | 11 | Ángel Di María      |       | 64'    |
| Náhradnící:    |    |                     |       |        |
| OB             | 8  | Marcos Acuña        | 90+8' | 64'    |
| OB             | 4  | Gonzalo Montiel     |       | 91'    |
| ZÁ             | 5  | Leandro Paredes     | 114'  | 102'   |
| ÚT             | 22 | Lautaro Martínez    |       | 102'   |
| OB             | 6  | Germán Pezzella     |       | 116'   |
| ÚT             | 21 | Paulo Dybala        |       | 120+1' |
| Trenér:        |    |                     |       |        |
| Lionel Scaloni |    |                     |       |        |

| BR               | 1  | Hugo Lloris (c)     |       |        |
| PO               | 5  | Jules Koundé        |       | 120+1' |
| SO               | 4  | Raphaël Varane      |       | 113'   |
| SO               | 18 | Dayot Upamecano     |       |        |
| LO               | 22 | Theo Hernández      |       | 71'    |
| SZ               | 8  | Aurélien Tchouaméni |       |        |
| SZ               | 14 | Adrien Rabiot       | 55'   | 96'    |
| PK               | 11 | Ousmane Dembélé     |       | 41'    |
| OZ               | 7  | Antoine Griezmann   |       | 71'    |
| LK               | 10 | Kylian Mbappé       |       |        |
| SÚ               | 9  | Olivier Giroud      | 90+5' | 41'    |
| Náhradnící:      |    |                     |       |        |
| ÚT               | 12 | Randal Kolo Muani   |       | 41'    |
| ÚT               | 26 | Marcus Thuram       | 87'   | 41'    |
| ÚT               | 20 | Kingsley Coman      |       | 71'    |
| ZÁ               | 25 | Eduardo Camavinga   |       | 71'    |
| OB               | 13 | Youssouf Fofana     |       | 96'    |
| OB               | 24 | Ibrahima Konaté     |       | 113'   |
| OB               | 3  | Axel Disasi         |       | 120+1' |
| Trenér:          |    |                     |       |        |
| Didier Deschamps |    |                     |       |        |

| Muž zápasu: Lionel Messi Asistenti rozhodčího: Paweł Sokolnicki Tomasz Listkiewicz Čtvrtý rozhodčí: Ismail Elfath Náhradní rozhodčí: Kathryn Nesbittová Videorozhodčí: Tomasz Kwiatkowski Asistenti videorozhodčího: Juan Soto Kyle Atkins Fernando Guerrero |